# Claytonia soczaviana
Claytonia soczaviana är en källörtsväxtart som beskrevs av B.A. Yurtsev. Claytonia soczaviana ingår i släktet vårskönor, och familjen källörtsväxter. Inga underarter finns listade i Catalogue of Life.